# Scheurl von Defersdorf
La famiglia Scheurl von Defersdorf fu una famiglia patrizia di Norimberga, dove fu presente nel consiglio cittadino dal 1729 al 1806.

## Storia
L'origine della famiglia Scheurl è riconducibile alla partecipazione di alcuni suoi membri ad alcuni tornei in Svevia, nella zona di Esslingen, Lauingen e Gundelfingen. Gli Scheurl, come la maggior parte dei patrizi di Norimberga, giunse alla prosperità attraverso il commercio a lunga distanza. Nel 1440 si stabilirono a Norimberga ed a Bratislava, sempre come mercanti. La loro rete commerciale si estendeva da Leopoli a est a Venezia ed a Lucca a sud.
La loro gamma commerciale era molto ampia e comprendeva principalmente fili d'oro e d'argento, argento, stagno, seta, articoli in seta e tessuti. Nel XVI secolo, Christoph I (1457-1519) e suo figlio Albrecht (1482-1531) ampliarono le aree commerciali e fondarono delle società minerarie nelle aree montane della Boemia e della Sassonia. Christoph I Scheurl accettò la cittadinanza di Norimberga e si sposò con una donna appartenente al patriziato cittadino. Nel 1491 ospitò nella sua casa di città di Norimberga (acquistata nel 1485) il re Massimiliano (dal 1493 imperatore del Sacro Romano Impero) in visita alla città. Nel 1566 la famiglia acquisì il feudo di Defersdorf, unendolo al proprio cognome secondo il costume della nobiltà dell'epoca. Sebbene gli Scheurl fossero molto ricchi e godessero di un'ottima reputazione, vennero cooptati dal patriziato di Norimberga solo nel 1729. Dopo il crollo della città libera di Norimberga, nel 1813 la famiglia venne immatricolata nella nobiltà bavarese e nel 1884 ottenne il titolo di barone.

## Membri notabili

Christophorus Scheurl a Defersdorf, incisione su rame di Gabriel Müller

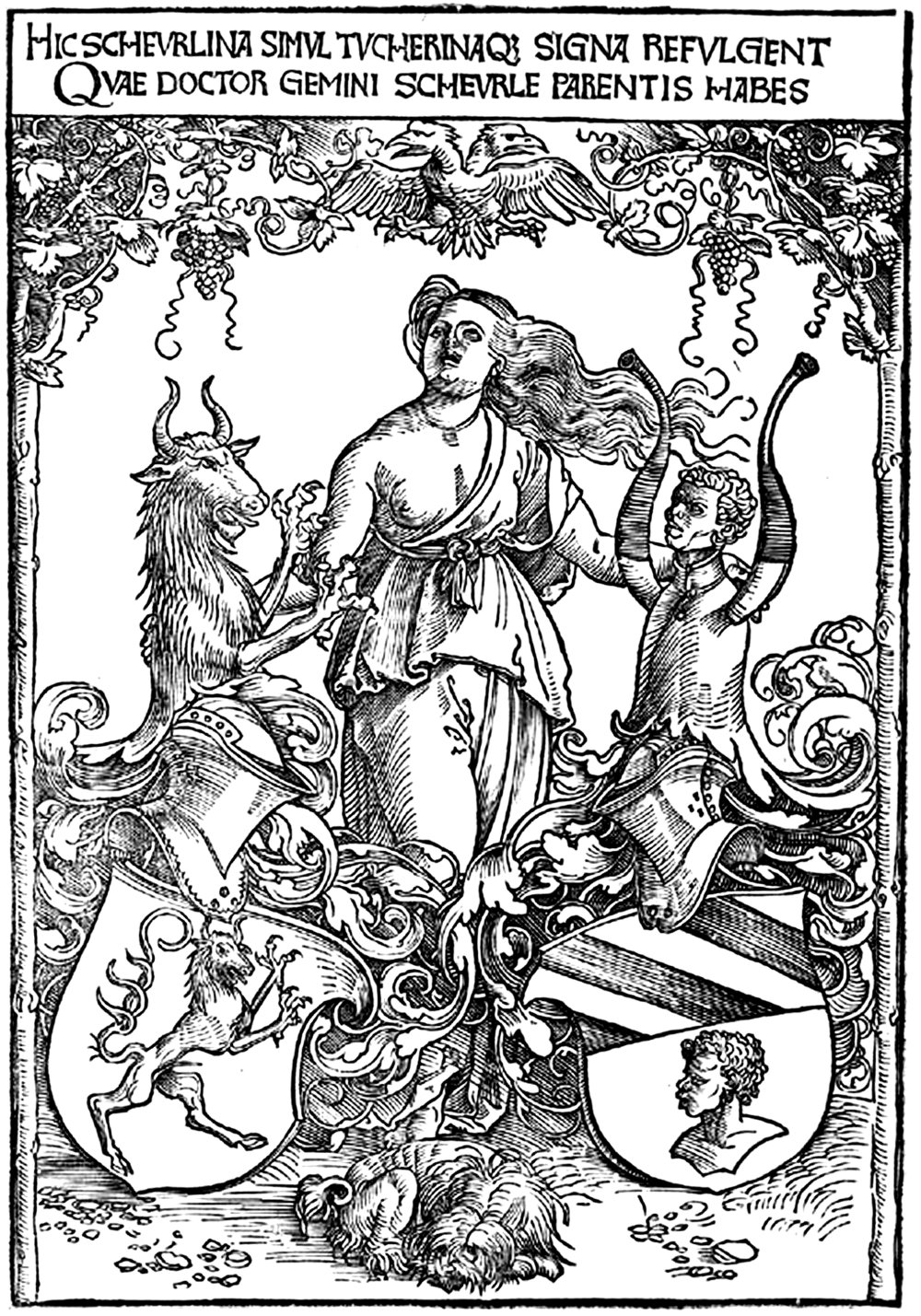
Albrecht Dürer, stemma delle famiglie Scheurl e Tucher, incisione del 1512

- Christoph Scheurl II (1481-1542), consigliere, diplomatico e umanista.
- Christoph Scheurl von Defersdorf in Heuchling (1666-1740), consigliere del principato di Schwarzenberg
- Adolf von Scheurl (1811-1893), avvocato, professore a Erlangen.
- Eberhard Scheurl von Defersdorf (1873-1952), avvocato, professore di economia e scienze sociali all'Università di Norimberga
- Mechthild Roswitha Scheurl von Defersdorf (n.1952), linguista